# 安口南铁路
安口南铁路，是一条位于甘肃省华亭县境内的铁路，全长6千米，由西安铁路局运营。全單線有砟軌道內燃電化。全线共设有车站两座，为货运线路，不承办客运业务。